# If I Stay (película)
If I Stay (en español Si decido quedarme) es una película estadounidense de drama adolescente de 2014 protagonizada por Chloë Grace Moretz y Jamie Blackley, basada en la novela juvenil homónima de 2009 escrita por Gayle Forman. La película fue dirigida por R.J. Cutler. En Rotten Tomatoes, el 31% de los críticos reaccionaron de manera positiva, aunque la película tuvo una mejor recepción por parte de la audiencia, con una aprobación de 61%.

## Sinopsis
Mia Hall (Chloë Grace Moretz) pensaba que la decisión más dura a la que se enfrentaría jamás sería ir detrás de sus sueños musicales en la prestigiosa escuela Juilliard o seguir un camino distinto con el amor de su vida, Adam (Jamie Blackley). Pero lo que debería haber sido una tranquila excursión familiar en coche lo cambia todo en un instante, y ahora su vida pende de un hilo. Atrapada entre la vida y la muerte en un día revelador, a Mia solo le queda una decisión, que no solo decidirá su futuro sino su destino en último término.

## Reparto
- Chloë Grace Moretz es Mia Hall.
- Jamie Blackley es Adam.
- Mireille Enos es Kat Hall.
- Joshua Leonard  es Denny Hall.
- Liana Liberato es Kim Schein.
- Lauren Lee Smith es Willow.
- Stacy Keach es el Abuelo.
- Aisha Hinds es Nurse Ramírez.
- Aliyah O'Brien es EMT.
- Jakob Davies es Teddy Hall.

## Producción
La película es una adaptación de la novela para jóvenes-adultos homónima de la escritora Gayle Forman, publicada en 2009
Este es el primer largometraje que dirige RJ Cutler, quien tiene una larga trayectoria como director de documentales, cortos, películas para televisión (TV Movies) y series (como 'Nashville').
Summit Entertainment, que poseía los derechos del libro de Gayle Forman durante años, llevaba mucho tiempo queriendo llevar a cabo el proyecto. Otros nombres se barajaron para interpretar al personaje principal, Mia, al igual que para dirigir la película. 
Dakota Fanning fue una de las opciones para ponerse en la piel de la protagonista, papel que finalmente fue a parar a Chloë Grace Moretz ('Kick-Ass'). 
En cuanto a la dirección, en un principio se pensó en la directora Catherine Hardwicke ('Crepúsculo'), que luego fue sustituida por el brasileño Heitor Dhalia ('Sin rastro'). Y finalmente, este fue reemplazado por RJ Cutler .